# شپییانی
شپییانی (به صربی: Špiljani) یک منطقهٔ مسکونی در صربستان است که در توتین، صربستان واقع شده‌است. شپییانی ۲۷۵ نفر جمعیت دارد و ۹۷۱ متر بالاتر از سطح دریا واقع شده‌است.